# Mauro Sarmiento
Mauro Sarmiento (Casoria, 10 aprile 1983) è un taekwondoka italiano.

## Biografia
Campione di arti marziali nella disciplina del Taekwondo, nel 2008 conquista la medaglia di bronzo ai campionati europei. Sempre nello stesso anno partecipa alla XXIX Olimpiade di Pechino conquistando un inaspettato argento venendo sconfitto solo in finale dall'iraniano Hadi Saei. Tale medaglia rappresenta la prima vinta dall'Italia nel Taekwondo ai Giochi olimpici da quando quest'ultimo è diventato sport ufficiale (Sydney 2000).
Il 2 luglio 2011, nel torneo di qualificazione mondiale di Baku in Azerbaigian, conquista la possibilità di partecipare alla XXX Olimpiade di Londra 2012.
Il 10 agosto 2012 vince la medaglia di bronzo ai XXX Olimpiade di Londra 2012.